# Cheslatta River
Der Cheslatta River ist ein 83 km langer linker Nebenfluss des Nechako River in der kanadischen Provinz British Columbia.

## Flusslauf
Mit Fertigstellung des Kenney-Damms im Jahr 1952 und dem Aufstau des oberen Nechako River zum Nechako Reservoir wurde auch der Ootsa Lake überflutet. Ein Wehr am Nordufer reguliert den Abfluss in den Cheslatta River. Dieser durchfließt anfangs den Skins Lake. Der Cheslatta River fließt in überwiegend östlicher Richtung durch das Nechako-Plateau. Nach 25 km erreicht er das obere Ende des 38 km langen Cheslatta Lake, der eine Flussverbreiterung darstellt. Nach weiteren 2 km passiert der Cheslatta River den 7 km langen Murray Lake, ebenfalls eine Flussverbreiterung. Der Cheslatta River überwindet auf seinen letzten 2 km die Cheslatta Falls, bevor er 9 km unterhalb des Kenney-Damms auf den Nechako River trifft. Dieser führt unmittelbar unterhalb der Talsperre so gut wie kein Wasser. Das bedeutet, das Wasser im oberen Nechako River stammt im Wesentlichen vom Cheslatta River. 

## Hydrologie
Das ursprüngliche Einzugsgebiet des Cheslatta River umfasste 1580 km². 10 km unterhalb der Mündung in den Nechako River befindet sich ein Pegel. Der mittlere Abfluss zwischen 1981 und 2016 betrug dort 72,8 m³/s. Der Cheslatta River führt gewöhnlich im Juli und August die größten Wassermengen.